# Kilencszög
A kilencszög egy sokszög, amelyet 9 síkbeli pont határoz meg.

## Szabályos kilencszög

A szabályos kilencszög minden szöge 140°. A kilenc generáló egyenlőszárú háromszög befogói 40°-os szöget zárnak be.

A szabályos sokszögek szögeire ismert az alábbi képlet:
{\displaystyle \alpha ={\frac {(n-2)}{n}}\cdot 180^{\circ }}
amely n=9 esetben
{\displaystyle \alpha ={\frac {7}{9}}\cdot 180^{\circ }=140^{\circ }}

### Területe
A szabályos kilencszög területe a következőképpen határozható meg az oldalhossz függvényében:
{\displaystyle A={\frac {9}{4}}\cdot a^{2}\cdot {\frac {\cos 20^{\circ }}{\sin 20^{\circ }}}}
Ha a köréírható kör sugara ismert, akkor annak segítségével így:
{\displaystyle A={\frac {9}{2}}\cdot r^{2}\cdot \sin 40^{\circ }}

### Az oldalhossz és a sugár viszonya
A szabályos kilencszög oldalhossza és a köréírható kör sugara között az alábbi összefüggés mutatható meg:
{\displaystyle s=2\cdot r\cdot \sin {20^{\circ }}}
{\displaystyle s\approx r\cdot 0{,}68404029}

### Átlók
A szabályos kilencszögnek háromféle átlója van. Amelyik 2, 3 illetve 4 oldalt fog át. Ezek hosszai rendre a következők:
{\displaystyle d_{2}=2r\sin 40^{\circ }}
{\displaystyle d_{3}=2r\sin 60^{\circ }}
{\displaystyle d_{4}=2r\sin 80^{\circ }}
A legrövidebb és a leghosszabb átló hosszának különbsége megegyezik az oldalhosszal:
{\displaystyle s=d_{4}-d_{2}}